# Oxymacaria fusca
Oxymacaria fusca là một loài bướm đêm trong họ Geometridae.